# Ken Hitchcock

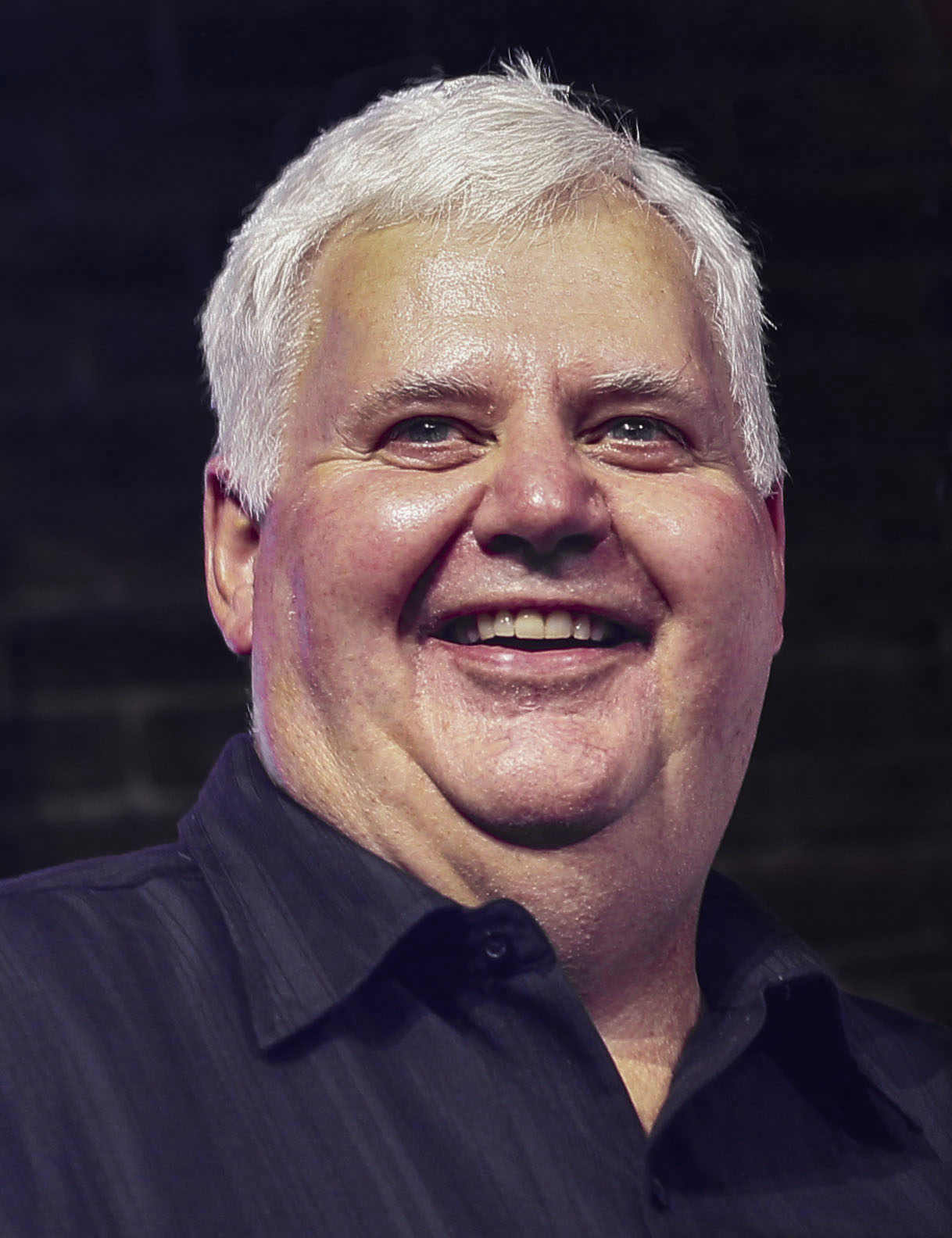
Ken Hitchcock

Kenneth Hitchcock (narozen 17. prosince 1951), přezdívaný Hitch, je kanadský hokejový trenér NHL. V minulosti byl mj. hlavním trenérem týmů Dallas Stars, Philadelphia Flyers, Columbus Blue Jackets a St. Louis Blues. V ročníku 1998–1999 dovedl Dallas k vítězství ve Stanley Cupu. V sezóně 2011–2012 byl jako trenér St. Louis získal Jack Adams Award pro kouče roku v NHL. V roce 2014 vykonával funkci asistenta kanadského olympijského družstva.

## Počátek kariéry
Ken Hitchcok hokejově vyrostl v západní Kanadě. Sklon motivovat spoluhráče jej vedl k rozhodnutí trénovat, nejprve na místní úrovni v okolí Edmontonu, a k učení základům hokeje na místní škole. Výborné výsledky mu nabídly šanci nabídnou své služby týmu WHL Kamloops Blazers. Jeho nástup na lavičku v sezóně 1984-85 měl okamžitý účinek v podobě čtyř po sobě jdoucích vítězství v divizi a dvou ligových titulů (ročníky 1985-86 a 1989-90). Hitchcock byl dvakrát prohlášen Trenérem roku WHL. V šesti sezónách s Blazers Hitchcock zaznamenal bilanci 291-125-15 (vítězství-remízy-porážky), druhou nejlepší v historii WHL. V poslední sezóně dosáhl bilance 56-16-0 s průměrnou úspěšností 0,778..

## Kariéra v NHL
V roce 1990 opustil Hitchcock WHL, aby nastoupil jako asistent trenéra v týmu NHL Philadelphia Flyers. Strávil tam tři sezóny, než odešel trénovat Kalamazoo Wings (sezóna 1993–94). V průběhu třetí sezóny s tímto týmem, mu byla nabídnuta pozice hlavního trenéra u Dallas Stars. 8. ledna 1996 byl jmenován hlavním trenérem, když nahradil Boba Gaineyho. V jeho první úplné sezóně u Stars dovedl tým k prvenství v Centrálním divizi a do play-off. V následujícím ročníku opět dovedl Stars do play-off. V průběhu sezóny 1997-98 byl Hitchcock poprvé jmenován trenérem v All-Star Game. Během sezóny 1998-99 dosáhli Dallas Stars v základní části bilance 51-19-12. V play-off poté Hitchcock dovedl tým k vítězství ve Stanley Cupu nad Buffalo Sabres. Příští sezónu Hitchcock znovu vedl tým až do finále Stanley Cupu, aby prohrál s New Jersey Devils.
V ročníku 2000-01 Hitchcock opět postoupili Stars do play-off, ale vypadli ve 2. kole. Uprostřed následující sezóny byl Hitchcock propuštěn kvůli sporům s hráči a vedením. Po skončení sezóny byl angažován svým bývalým klubem Philadelphia Flyers, odkud byl právě propuštěn Bill Barber. Hitchcock přinesl tolik potřebnou disciplínu a vedení. Bilance týmu v sezóně byla 45-24-13 a vyřazení ve 2. kole play-off. V následujícím ročníku Flyers vyhráli divizi s bilancí 40-21-15 a byli vyřazeni v sedmém zápase finále konference s týmem Tampa Bay Lightning.
Sezóna 2006-07 znamenala pro Flyers nejhorší start za 15 let. Bilance 1-6-1 v osmi záasech a porážka 1:9 s Buffalo Sabres způsobila, že vedení přistoupilo k organizačním změnám. 22. října 2006 byl propuštěn Hitchcock, generální manažer Bobby Clarke odstoupil. Hitchcock byl přeřazen do funkce scouta.
Dne 22. listopadu 2006 se Hitchcock dohodl s týmem Columbus Blue Jackets na tříleté smlouvě o tři roky. Hitchcock prvně vedl Blue Jackets proti svému bývalému týmu Philadelphia Flyers (2:3). v roce 2008 prodloužili Blue Jackets smlouvu s Hitchcockem o další tři roky a 19. února 2009 Hitchcock nastoupil na ledě Toronta Maple Leafs, aby získal své pětisté vítězství jako hlavní trenér v NHL.
8. dubna 2009 Hitchcock zajistil Blue Jackets vůbec první postup ze základní části po vítězství 4:3 nad Chicago Blackhawks. Jackets byli pak v konferenčních čtvrtfinále smeteni týmem Detroit Red Wings.
11. listopadu 2009, v den porážky 1:9 s Detroitem, se Hitchcock stal šestnáctým trenérem, který dosáhl hranice 1000 zápasů v NHL.
3. února 2010 zbavilo vedení Columbusu trenéra Kena Hitchcocka jeho povinností a jmenovalo asistenta trenéra Claude Noela prozatímním trenérem klubu.
6. listopadu 2011 byl od týmu St. Louis Blues vyhozen trenér Davis Payne a Ken Hitchcock nastoupil na jeho místo..
20. června 2012 Ken Hitchcock vyhrál Jack Adams Award pro trenéra roku v NHL.
12. února 2015 Ken Hitchcock získal 693. vítězství v kariéře (6:3 proti Tampa Bay Lightning), a stal se tak 4. nejúspěšnějším trenérem základní části v historii. Pouze Scotty Bowman, Al Arbour a Joel Quenneville mají na pozici hlavního trenéra více vítězství. 12. března 2015 Ken Hitchcock získal 700. vítězství kariéry jako hlavní (1:0 nad Philadelphia Flyers). V sezóně dovedl Blues do semifinále konference, ale byl poražen v šesti zápasech týmem San Jose Sharks.